# Asianellus
Asianellus is een geslacht van spinnen uit de familie springspinnen (Salticidae).

## Soorten
De volgende soorten zijn bij het geslacht ingedeeld:
- Asianellus festivus (C. L. Koch, 1834)
- Asianellus kazakhstanicus Logunov & Heciak, 1996
- Asianellus kuraicus Logunov & Marusik, 2000
- Asianellus ontchalaan Logunov & Heciak, 1996
- Asianellus potanini (Schenkel, 1963)